# Vader
Vader är ett death metal-band från Polen grundat 1983. Sångaren Piotr "Peter" Wiwczarek, som grundade bandet och är den enda kvarvarande originalmedlemmen skriver den mesta musiken. Bandet var det första stora polska death metal-bandet som slog igenom och spred sin musik i Europa. Vaders originaltrummis Krzysztof "Docent / Doc" Raczkowski gick bort den 24 augusti 2005 efter ett alkoholmissbruk.
Under hösten 2008 genomförde Vader en jubileumsturné i Europa med anledning av sina 25 år som aktivt band. Förband under turnén var brittiska Zabadaia Crowe samt de svenska grupperna Zonaria och Grave.

## Medlemmar
Nuvarande medlemmar
- Piotr "Peter" Wiwczarek – basgitarr (1983), gitarr (1983– ), sång (1988– )
- Spider (Marek Pająk) – gitarr (2010– )
- Tomasz "Hal" Halicki – basgitarr (2011– )
- James Stewart – trummor (2011– )

Tidigare medlemmar
- Jarosław Czarniecki – basgitarr (1983–1984)
- Daniel Markowski – trummor (1983–1984)
- Zbigniew "Vika" Wróblewski – gitarr (1983–1986)
- Robert Bielak – sång (1983)
- Piotr Tomaszewski – sång (1985; avliden)
- Robert "Astaroth" Struczewski – basgitarr (1986; död 2010)
- St. Snake (Piotr Tomaszewski) – sång (1984–1985; avliden)
- Jacek Mehring – sång (1984)
- Grzegorz "Belial" Jackowski – trummor (1985–1988)
- Robert "Czarny" Czarneta – sång (1985–1987)
- Krzysztof "Doc" Raczkowski – trummor (1988–2005; död 2005)
- Jacek "Jackie" Kalisz – basgitarr (1988–1991, 1993)
- Piotr "Berial" Kuzioła – basgitarr (1991–1992)
- Jarosław "China" Łabieniec – gitarr (1991–1997)
- Leszek "Shambo" Rakowski – basgitarr (1993–2001)
- Maurycy "Mauser" Stefanowicz – gitarr (1997–2008)
- Konrad "Saimon" Karchut – basgitarr (2002–2003)
- Marcin "Novy" Nowak – basgitarr (2003–2008)
- Dariusz "Daray" Brzozowski – trummor (2005–2008)
- Tomasz "Reyash" Rejek – basgitarr (2008–2011)
- Paweł "Paul" Jaroszewicz – trummor (2008–2011)

Turnerande medlemmar
- Marcin Gołębiewski – trummor (1999)
- Marcin "Martin" Rygiel – basgitarr (2008)
- Wacław "Vogg" Kiełtyka – gitarr (2008–2010)
- Marco Martell – rytmgitarr (2010)
- Paweł "Paul" Jaroszewicz – trummor (2013)

Bidragande musiker (studio)
- Jerzy "U." Głód – keyboard (2002)
- Krzysztof "Siegmar" Oloś – keyboard (2005, 2006, 2008, 2011)

## Diskografi
Demo
- 1988 – Live in Decay
- 1989 – Necrolust
- 1990 – Morbid Reich

Studioalbum
- 1993 – The Ultimate Incantation
- 1995 – De Profundis
- 1996 – Future Of The Past
- 1997 – Black To The Blind
- 2000 – Litany
- 2002 – Revelations
- 2004 – The Beast
- 2006 – Impressions in Blood
- 2009 – Necropolis
- 2011 – Welcome to the Morbid Reich
- 2014 – Tibi et Igni
- 2015 – Future of the Past II - Hell in the East
- 2016 – The Empire
- 2017 – Dark Age
- 2020 – Solitude In Madness

Livealbum
- 1994 – The Darkest Age - Live '93
- 1998 – Live in Japan
- 2015 – Before the Age of Chaos - Live 2015

EP
- 1994 – Sothis
- 1998 – Kingdom
- 2000 – Reign Forever World
- 2003 – Blood
- 2005 – The Art of War
- 2008 – Lead Us!!!
- 2008 – The Upcoming Chaos
- 2016 – Iron Times
- 2019 – Thy Messenger

Singlar
- 1995 – "An Act of Darkness / I.F.Y."
- 1997 – "Carnal / Black to the Blind"
- 2000 – "Xeper / North"
- 2002 – "Angel of Death"
- 2004 – "Beware the Beast"
- 2008 – "v.666"
- 2009 – "We Are the Horde"
- 2011 – "Come and See My Sacrifice"
- 2011 – "Decapitated Saints"
- 2014 – "Go to Hell"
- 2018 – "Reign-Carrion / Trupi jad"
- 2019 – "Litania"

Samlingsalbum
- 1996 – Reborn In Chaos
- 2001 – Armageddon
- 2003 – Blood / Reign Forever World
- 2008 – XXV
- 2015 – Geneza Chaosu MCMLXXXIII - MCMXC
- 2015 – Live in Necro Reich
- 2017 – Litany / Future of the Past

Video
- 1998 – Vision and Voice (DVD)

Annat
- 1990 – Vader / Unborn / Armagedon / Violent Dirge (delad kassett)